# Thomas Allen (Sänger)
Sir Thomas Boaz Allen, CBE (* 10. September 1944 in Seaham Harbour) ist ein englischer Opernsänger (Bariton) und ein ehemaliger Kanzler (2012–2022) der University of Durham. 

## Leben
Thomas Boaz Allen studierte von 1964 bis 1968 an der Royal Academy of Music.
1969 debütierte er an der Welsh Opera, bereits 1971 am Covent Garden, dem er bis heute angehört. Es folgte eine schnelle Weltkarriere, seit 1981 singt Allen auch regelmäßig an der Metropolitan Opera in New York und an der Houston Grand Opera. Neben London und New York ist er vor allem am Bayerischen Nationaltheater in München tätig. Dazu kommen regelmäßige Auftritte bei den Salzburger Festspielen, dem Glyndebourne Festival und den Münchner Opernfestspielen.
Sein Repertoire umfasst über 40 Rollen insbesondere des lyrischen und des Kavaliersbaritons-Fachs. Besonders häufig hat er die Titelrolle in Don Giovanni, den Graf Almaviva in Figaros Hochzeit und den Don Alfonso in Così fan tutte von Mozart gesungen. Im März 2019 verabschiedete er sich mit dem Don Alfonso vom Royal Opera House in London. Im Juli 2024 beendete er mit Auftritten als Baron Mirko Zeta in der Operette Die lustige Witwe beim Glyndebourne Festival seine Opernlaufbahn.
Daneben trat er regelmäßig in Liederabenden auf, so zum Beispiel in der Wigmore Hall und in Snape Maltings.
Allen ist einer der bekanntesten klassischen Sänger Großbritanniens. Er engagiert sich vermehrt für die Nachwuchsförderung und -ausbildung. 1999 wurde er für sein Engagement geadelt. Im Oktober 2011 wurde er als Nachfolger des Autors Bill Bryson zum Kanzler (Chancellor, ein hauptsächlich zeremonielles Amt) der University of Durham gewählt, welches Amt er von Januar 2012 bis Juli 2022 bekleidete.
Inzwischen arbeitet Allen auch als Regisseur.

## Ehrungen
- Bayerischer Kammersänger
- Ehrendoktorwürde der University of Durham
- Ehrenmitgliedschaft der Royal Academy of Music
- Prince Consort Professor am Royal College of Music.
- Gastprofessur an der Universität Oxford
- Commander of the British Empire (1989)
- durch Elisabeth II. geadelt zum Knight Bachelor (1999)
- Her Majesty’s Medal for Music (2013)[3]

## Diskografie (Auswahl)
- Gioachino Rossini: Der Barbier von Sevilla. Mitwirkende: Thomas Allen (Figaro), Francisco Araiza (Conte Almaviva), Agnes Baltsa (Rosina), Domenico Trimarchi (Bartolo), Robert Lloyd (Basilio), Sally Burgess (Berta), Matthew West (Fiorello), John Noble (Un Ufficiale), Ambrosion Opera Chorus, Academy of St. Martin in the Fields, Neville Marriner (Dirigent). (Philips Classics 1983/Decca 2002)